# 10374 Etampes
10374 Etampes este un asteroid din centura principală, descoperit pe 15 aprilie 1996, de Eric Elst.